# Casearia paranaensis
Casearia paranaensis är en videväxtart som beskrevs av H.O. Sleum.. Casearia paranaensis ingår i släktet Casearia och familjen videväxter. Inga underarter finns listade i Catalogue of Life.